# König-Faisal-Zentrum für Forschung und Islamische Studien
Das König-Faisal-Zentrum für Forschung und Islamische Studien (arabisch مركز الملك فيصل للبحوث والدراسات الإسلامية, DMG Markaz al-Malik Faiṣal li-l-buḥūṯ wa-d-dirāsa al-islāmiyya; engl. King Faisal Centre for Research and Islamic Studies, Abk. KFCRIS) gilt als der kulturelle Zweig der König-Faisal-Stiftung (King Faisal Foundation; مؤسسة الملك فيصل الخيرية) in Saudi-Arabien und ist zu Ehren von König Faisal ibn Abd al-Aziz benannt. Vorsitzender ist Turki ibn Faisal. Generalsekretär ist Yahya Mahmud bin Junayd. Es wurde 1983 gegründet und hat seinen Hauptsitz in der Stadt Riad, Saudi-Arabien.